# Alysia pestovensis
Alysia pestovensis är en stekelart som beskrevs av Vladimir Ivanovich Tobias 1999. Alysia pestovensis ingår i släktet Alysia och familjen bracksteklar. Inga underarter finns listade i Catalogue of Life.